# Patricia Lockwood
Patricia Lockwood (Fort Wayne, 27 aprile 1982) è una scrittrice e poetessa statunitense.

## Biografia
Nata a Fort Wayne e cresciuta tra Cincinnati e Saint Louis, vive e lavora a Savannah.
Di famiglia numerosa e figlia di un pastore protestante in seguito diventato prete cattolico, non ha frequentato l'università e si è sposata a 21 anni.
Ha iniziato a pubblicare poesie su riviste cartacee e online, guadagnandosi un certo numero di seguaci sulla piattaforma Twitter grazie ad ironici sext poems, ossia poesie in forma di messaggi a sfondo erotico Pubblica la sua prima raccolta di liriche, Balloon Pop Outlaw Black, nel 2012.
Dopo avere dato alle stampe un'altra raccolta di poesie, Motherland Fatherland Homelandsexuals, nel 2014, 3 anni dopo ha pubblicato il biografico Priestdaddy: mio papà, il sacerdote, racconto della sua giovinezza incentrato sull'eccentrica figura paterna.
Il suo primo romanzo, Nessuno ne parla, è uscito nel 2021. Il libro narra di una star del web che si trova a fare i conti con una tragedia nel mondo reale che le travolge la vita. Il libro è entrato nella shortlist al Booker Prize e al Women's Prize for Fiction, e ha vinto il Premio Dylan Thomas nel 2022.

## Opere

### Romanzi
- Nessuno ne parla (No One Is Talking About This, 2021), Milano, Mondadori, 2022 traduzione di Manuela Faimali ISBN 978-88-04-74639-3.

### Saggi autobiografici
- Priestdaddy: mio papà, il sacerdote (Priestdaddy, 2017), Milano, Mondadori, 2020 traduzione di Manuela Faimali ISBN 978-88-04-72390-5.

### Raccolte di poesie
- Balloon Pop Outlaw Black (2012)
- Motherland Fatherland Homelandsexuals (2014)

## Premi e riconoscimenti
Booker Prize
- 2021 nella shortlist con Nessuno ne parla

Women's Prize for Fiction
- 2021 nella shortlist con Nessuno ne parla

Premio Dylan Thomas
- 2022 vincitrice con Nessuno ne parla